# Dolcetto d'Ovada

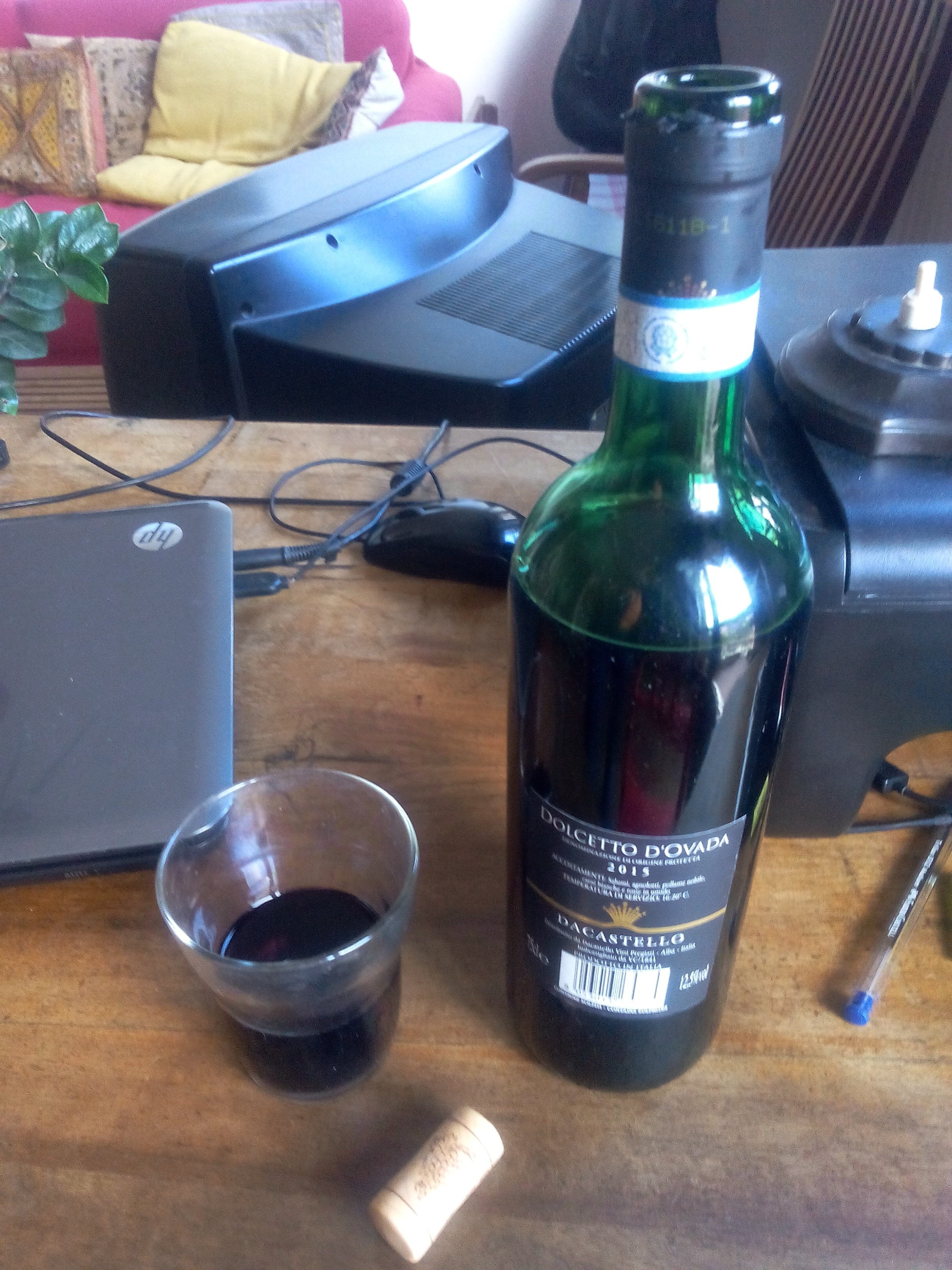
Dolcetto di Ovada 2015

Il Dolcetto d'Ovada è un vino DOC la cui produzione è consentita nella provincia di Alessandria con uve del vitigno Dolcetto provenienti dai comuni di Ovada, Belforte Monferrato, Bosio, Capriata d'Orba, Carpeneto, Casaleggio Boiro, Cassinelle, Castelletto d'Orba, Cremolino, Lerma, Molare, Montaldeo, Montaldo Bormida, Mornese, Morsasco, Parodi Ligure, Prasco, Rocca Grimalda, San Cristoforo, Silvano d'Orba, Tagliolo Monferrato o Trisobbio.
Con una gradazione alcolica minima di 12,5° e almeno un anno di invecchiamento, può fregiarsi del titolo "superiore".

## Caratteristiche organolettiche
- colore: rosso rubino intenso, tendente al granato con l'invecchiamento.
- odore: vinoso, caratteristico.
- sapore: asciutto, morbido, armonico, gradevolmente mandorlato o amarognolo.

## Abbinamenti consigliati
È un vino adatto ad essere consumato giovane, l'invecchiamento è consigliabile solo per quello "superiore". Adatto per accompagnare primi, carni e formaggi. Da bere ad una temperatura di 16-20 °C.

## Produzione
Provincia, stagione, volume in ettolitri
- nessun dato disponibile